# S@DE Communication
S@DE Communication（サデ・コミュニケーション）は、1999年4月 - 2003年3月にFM山口が平日夕方のリクエストプログラムとして放送していた番組。通称「さでこみ」。放送時間は月曜 - 木曜 19:00 - 19:55。

## 概要
番組タイトルにある「さで」とは山口弁で「思いっきり」といった意味を持つ副詞（「さで投げる」のように用いる）で、「思い切りリクエスト曲をぶちこんでほしい」という思いと「リスナーとのコミュニケーションをとっていきたい」という意味合いの掛け合わせが番組タイトルの由来。FAXやメールだけでなく電話でのリクエストも受け付けた。
パーソナリティーは公募により選ばれたが、中にはそのままローカルタレントに転身した者や、現在もFM山口の別番組でパーソナリティーを務める者もいる。
本番組終了後も、19時台は17時台からの生ワイド番組「paradise radio」に内包される形でリクエストプログラムが引き継がれるが、2008年3月の「paradise radio」終了後はJFNCネット枠に移行している。
番組のオープニングで使用されたBGMは完全オリジナルである。番組開始に当たり、番組スタッフが地元のクリエイターにお願いをしたものである（だるだる談話室 2008-02-05 「さでこみテーマ -Podcasting-」）。
エンディングは月ごとに違う曲を使用。これは「paradise radio」に引き継いだ。

## パーソナリティ
パーソナリティの後の（）内はニックネーム
初代（1999年4月 - 2001年3月）
- 月曜日：立石三恵子（ミーコ）→のちにエフエム山口に契約アナウンサーとして入社、「Friday Super Freak」「DELICIOUS FRIDAY・Morning Kiss」「DELICIOUS FRIDAY・Heart Beat Basket」などを担当。結婚のため退職。
- 火曜日：有井美穂子→現在はしゅうなんFMのパーソナリティとして活動
- 水曜日：沖永優子（おっきー）→ローカルタレントに転身、現在もエフエム山口やテレビ山口などで活動中。
- 木曜日：津山奈穂子→ローカルタレントに転身、山口朝日放送や山口ケーブルビジョンなどで活動。山口特産の新野菜・はなっこりーのPRソング「はなっこりーの歌」の作詞・歌を手がけたという一面も。

2代目（2001年4月 - 2002年3月）
- 月曜日：大川直子（なおっぺ）
- 火曜日：井上尚美
- 水曜日：品川佳奈子
- 木曜日：古薗健作（ブラック）→引き続き、エフエム山口のパーソナリティとして「PROSOUND MUSIUM」や「COCO PARTY」の番宣などに出演していた

3代目（2002年4月 - 2003年3月）
- 月曜日：川淵海（うみちゃん）
- 火曜日：安部杏実（あずみん）→2008年まで山口県立大学在学中のままエフエム山口のパーソナリティとして「Morning Street」「Music Soldiers」などのパーソナリティーを務めていた。
- 水曜日：上村咲予子（さよべぇ）
- 木曜日：梶田温子（みっちゃん）→のちにNHK山口放送局の契約アナウンサーとなり、地上デジタル放送推進大使も務めた。契約終了後はNHK福岡を経て、2010年春からNHK高松の契約アナウンサー。

| エフエム山口 月曜 - 木曜 19:00 - 19:30の番組                               | エフエム山口 月曜 - 木曜 19:00 - 19:30の番組 | エフエム山口 月曜 - 木曜 19:00 - 19:30の番組 |
| 前番組                                                                     | 番組名                                       | 次番組                                       |
| -------------------------------------------------------------------------- | -------------------------------------------- | -------------------------------------------- |
| イブニング・ターミナル （17:00 - 19:30） （17:00 - 18:55にして番組は継続） | サデ・コミュニケーション                     | パラダイス・レディオ （17:00 - 19:55）       |
| エフエム山口 月曜 - 木曜 19:30 - 19:55の番組                               |                                              |                                              |
| 不明                                                                       | サデ・コミュニケーション                     | パラダイス・レディオ                         |